# Плащ и Кинжал (телесериал)
«Плащ и Кинжал» (англ. Cloak & Dagger) — американский супергеройский телесериал на основе комиксов Marvel про дуэт двух подростков, Тэнди Боуэн и Тайрона Джонсона, у которых появляются сверхспособности, когда герои случайно сталкиваются друг с другом. Сериал является частью Кинематографической вселенной Marvel. Съёмки сериала начались 10 февраля 2017 года в Новом Орлеане. Премьера сериала состоялась 7 июня 2018 года на телеканале Freeform. Сериал продлили на второй сезон, премьера которого состоялась 4 апреля 2019 года. 24 октября 2019 года сериал был закрыт.

## Синопсис
Тэнди и Тайрон происходят из совершенно разных слоев общества, ничто не связывало их до того самого дня, когда произошёл взрыв на нефтяной платформе, отнявший у них любимых людей.
Тэнди Боуэн — девушка из обеспеченной семьи. Ещё маленькой она стала свидетелем смерти собственного отца, погибшего в аварии во время взрыва на нефтяной платформе, после чего жизнь девочки полностью изменилась.
Тайрон Джонсон в юности хотел лишь доказать, что он бесстрашный. Но после того, как его старшего брата Билли убили, а Тайрон не смог его спасти, он стал бояться. В подростковые годы Тайрон постепенно замыкается в себе.
Тэнди Боуэн и Тайрон Джонсон — двое подростков из разных слоев общества. Однажды при роковой встрече они узнают, что обладают сверхспособностями. Тэнди может излучать световые кинжалы, а Тайрон может перемещаться в пространстве. Ребята быстро понимают, что вместе они сильнее, но их чувства по отношению друг к другу делают их и без того сложный мир ещё более запутанным.

## В ролях
= Главная роль в сезоне
     = Второстепенная роль в сезоне
     = Гостевая роль в сезоне
     = Не появляется

### Основные персонажи
| Оливия Холт         | Тэнди Боуэн / Кинжал    | 10 | 10 | 20 |
| Обри Джозеф         | Тайрон Джонсон / Плащ   | 10 | 10 | 20 |
| Глория Рубен        | Адина Джонсон           | 8  | 9  | 17 |
| Андреа Рот          | Меллиса Боуэн           | 7  | 7  | 14 |
| Джон Дэниел Эвермор | Джеймс Коннорс          | 8  | 6  | 14 |
| Майлз Массенден     | Отис Джонсон            | 8  | 5  | 13 |
| Карл Лунстенд       | Лиам Уолш               | 4  | 1  | 5  |
| Эмма Лахана         | Бриджит О’Рейли, Мэйхем | 7  | 10 | 17 |
| Джейми Зеваллос     | отец Дельгадо           | 3  | 3  | 6  |
| Всего эпизодов      | Всего эпизодов          | 10 | 10 | 20 |

- Оливия Холт — Тэнди Боуэн / Кинжал, девушка, излучающая кинжалы света[6].
- Обри Джозеф — Тайрон Джонсон / Плащ, юноша, перемещающийся в пространстве[6].
- Глория Рубен — Адина Джонсон, мама Тайрона, которая вкладывает значительные средства в то, чтобы у её сына было хорошее будущее.
- Андреа Рот — Меллиса Боуэн, мама Тэнди.
- Джон Дэниел Эвермор[англ.] — Джеймс Коннорс, детектив из Нового Орлеана.
- Майлз Массенден[англ.] — Отис Джонсон, отец Тайрона, работающий человек, который пытается обеспечить свою семью.
- Карл Лунстенд — Лиам Уолш, уголовный партнер Тэнди и её бойфренд.
- Эмма Лахана — Бриджит О’Рейли, детектив из Нью-Йорка, считающая, что никто не выше закона, даже полицейские, после соединения с тёмной и светлой материей разделилась на 2 человека — светлую сторону Бриджит и тёмную сторону Мэйхем, имеющую сверхсилу и сверхскорость.
- Джейми Зеваллос[англ.] — отец Дельгадо, школьный советник и священник.

### Второстепенные персонажи
| Уэйн Пер              | Питер Скарборо        | 5  |    | 5  |
| Ноэль Рени Берси      | Эвита Фузильер        | 8  | 6  | 14 |
| Дэлон Дж. Холлэнд     | Дуэйн Портер          | 4  | 1  | 5  |
| Энди Дилан            | Нейтон Боуэн          | 4  | 5  | 9  |
| Маркус Клэй           | Билли Джонсон         | 4  | 2  | 6  |
| Лэйн Миллер           | Кеннет Фукс           | 4  | 3  | 7  |
| Грэйлен Брайант Бэнкс | Чу Чу Бруссар         | 3  | 1  | 4  |
| Анджела Дэвис         | Шантель Фузильер      | 5  | 4  | 9  |
| Элли Маки             | Мина Хесс             | 5  | 3  | 8  |
| Тим Кан               | Айван Хесс            | 4  |    | 4  |
| Дилшад Вадсария       | Авандалия «Лия» Деван |    | 8  | 8  |
| Бруклин Маклинн       | Андре Дешейн/Д'Спэйр  |    | 7  | 7  |
| Сесилия Лил           | Микаэлла Белл         |    | 5  | 5  |
| Джошуа Дж. Уильямс    | Соломон               |    | 5  | 5  |
| Всего эпизодов        | Всего эпизодов        | 10 | 10 | 20 |

#### Первый сезон
- Уэйн Пер — Питер Скарборо, генеральный директор «Roxxon Gulf», ответственный за конфискацию работы Нэйтана Боуэна после его смерти[7].
- Ноэль Рени Берси — Эвита Фузильер, подруга и любовный интерес Тайрона[8].
- Дэлон Дж. Холлэнд — Дуэйн Портер, друг Билли Джонсона и знакомый Тайрона[7].
- Энди Дилан — Нейтон Боуэн, отец Тэнди. Погиб в автокатастрофе во время взрыва нефтяной платформы[9].
- Маркус Клэй — Билли Джонсон, старший брат Тайрона. Застрелен полицейским[10].
- Лэйн Миллер — Кеннет Фукс, полицейский из Нового Орлеана и любовный интерес О’Рейли[7].
- Грэйлен Брайант Бэнкс — Чу Чу Бруссар, член племени дикого красного ястреба «Mardi Gras» и друг Отиса Джонсона.
- Анджела Дэвис — Шантель Фузильер, тетя Эвиты, жрица вуду и эксперт по каждому божественному соединению в истории Нового Орлеана[11].
- Элли Маки — Мина Хесс, инженер-эколог в «Roxxon Gulf», который поддерживает Тэнди[12].
- Тим Кан — Айван Хесс, отец Мины, который работал с Нэйтаном Боуэном в «Roxxon Gulf»[13].

#### Второй сезон
- Дилшад Вадсария — Авандалия «Лия» Деван, бывшая студентка-медик, который ведет группу поддержки, на которую ходят Тэнди и Мелисса[14].
- Бруклин Маклинн — Андре Дешейн/Д'Спэйр[англ.], бывший музыкант, получивший сверхсилы и стремящийся погрузить всё население Нового Орлеана в потусторонний мир, для того чтобы питаться их отчаянием.
- Сесилия Лил — Микаэлла Белл, застенчивая и неуверенная в себе женщина, переживающая насилие, которая присоединяется к группе поддержки с Тэнди и Мелиссой[14].
- Джошуа Дж. Уильямс — Соломон, молодой и сочувствующий член «Uptown Block Kings».

### Гости

#### Первый сезон
- Тим Белл — Брэдфорд, офицер полиции и бывший напарник детектива Коннорса. Позже убит Мэйхем.
- Майк Донован — Рик Коттон, богатый холостяк, которого грабит Тэнди[10].
- Гари Викс — Грег Прессфилд, парень Мелиссы, юрист, который занимается делом Нэйтана Боуэна в «Roxxon»[15].
- Далтон Е. Грэй — Бенни, один из партнеров Тайрона по баскетболу.
- Люрей Купер — вождь Ролан Дюплантье, лидер племени «Mardi Gras» и друг Отиса Джонсона.
- Ванесса Мотта — профессиональный убийца, замаскированная под человека, доставляющего воду.
- Андреа Франкл — Дюшан, начальник полиции Нового Орлеана.

Стэн Ли — камео в виде картины на съемочной площадке.

#### Второй сезон
- Т. С. Мэтерн — Джереми, парень Микаэллы, который поднимает на нее руку.
- Джон П. Фертитта — сенатор Эса Хендерсон, дядя Джеймса Коннорса. Позже его арестовывают, когда разоблачается его сокрытие Билли.
- Теодус Крэйн — Бо, бандит, который помогает следить за похищенными женщинами в мотеле «Викинг».
- Бьянка Сантос — Дель, брошенная девушка, порабощенная в мотеле «Викинг».
- Джастин Сэмс — барон Самеди, владелец аркады в Измерении Темной Силы, которая держалась за душу Плаща. Он выпустил душу Плаща, когда Эвита провела с ним свадьбу.

## Эпизоды
| Сезон | Сезон | Эпизоды | Оригинальная дата показа | Оригинальная дата показа |
| Сезон | Сезон | Эпизоды | Премьера сезона          | Финал сезона             |
| ----- | ----- | ------- | ------------------------ | ------------------------ |
|       | 1     | 10      | 7 июня 2018              | 2 августа 2018           |
|       | 2     | 10      | 4 апреля 2019            | 30 мая 2019              |

### Сезон 1 (2018)
| № общий | № в сезоне | Название                                     | Режиссёр            | Автор сценария                                                | Дата премьеры  | Зрители в США (млн) |
| --- | ---------- | -------------------------------------------- | ------------------- | ------------------------------------------------------------- | -------------- | ------------------- |
| 1 | 1          | «Первый проблеск» «First Light»              | Джина Принс-Байтвуд | Джо Покаски                                                   | 7 Июня 2018    | 0,919               |
| Маленькую Тенди Боуэн забирает с балета ее отец Натан. Между тем, маленького Тайрона Джонсона отговаривает от кражи автомобильного радио его брат Билли, их преследует полицейский Коннорс с напарником. Платформа Roxxon Gulf у побережья Нового Орлеана взрывается, в результате чего Натан и Танди падают в океан, где Натан умирает, а Коннорс убивает Билли. Билли также падает в океан, и Тайрон прыгает, чтобы спасти его. Тенди и Тайрон облучены энергетической силой от буровой установки. Восемь лет спустя Тенди зарабатывает деньги, воруя у богатых людей и избегает ее мать Мелиссу, чей новый друг-юрист Грег работает над делом против Рокссона. На вечеринке Тайрон и Тенди сталкиваются друг с другом и понимают, что они были вместе после взрыва; столкновение активирует их силы в каждом. Затем на Тенди напал Рик, кого она ограбила, и случайно ударила его кинжалом света. Тайрон обнаруживает, что он может телепортироваться после встречи с Коннорсом, который теперь стал детективом. |            |                                              |                     |                                                               |                |                     |
| 2 | 2          | «Самоубийственные броски» «Suicide Sprints»  | Алекс Гарсиа Лопес  | Джо Покаски                                                   | 7 Июня 2018    | 0,750               |
| Детектив Бриджид О'Рейлли ведёт расследование нападения на Рика Коттона, человека, пострадавшего от руки Тэнди Боуэн при попытке её изнасиловать. Сама девушка в очередной раз ночует в церкви. Тайрон Джонсон приходит в себя после столкновения с убийцей брата. Тэнди понимает, что ей нужно как можно быстрее бежать из города и рассказывает о случившемся Лиаму Уэлшу. Он предлагает девушке сделать поддельные документы. Пока они ищут способ раздобыть деньги, Тайрон сталкивается с проблемами в школе. Отправившись на свадебную церемонию богатых потенциальных жертв,Тэнди и и Лиам, воруют деньги и автомобиль. Затем Лиама застигают врасплох и берут под арест, а Тэнди оставив его, уезжает. В ту же ночь Тайрон крадёт пистолет матери и направляется к дому Коннорса с твёрдым намерением убить его. Как только юноша настигает полицейского и спускает курок, его суперспособности активируются. Неосознанно телепортировавшись, он оказывается на проезжей части прямо перед машиной Тэнди. Пуля попадает в лобовое стекло прямо перед лицом девушки. Автомобиль сворачивает с дороги и врезается в дерево. |            |                                              |                     |                                                               |                |                     |
| 3 | 3          | «Витраж» «Stained Glass»                     | Питер Хор           | Сюжет:Ариелла Блехер и Дон Камочи Телесценарий:Питер Кэллоуэй | 14 Июня 2018   | 0,548               |
| Детектив О'Рейлли понимает, что Тэнди была ответственна за ножевое ранение Рика после того, как поняла, что он пытался ее изнасиловать. Тэнди изо всех сил пытается оправиться после аварии и возвращается домой к маме и её новому ухажёру Грегу. В это время к ней домой прибывает Бриджид О'Рейлли,но Тэнди ускользает, пока её мама Мелисса разговаривает с детективом. Тайрон встречается со своей одноклассницей Эвитой, которая берет его к своей тете Шантель, являющейся жрицей вуду.. Она заставляет его искупаться в различных чарах и специях, чтобы вызвать состояние фуги. И Тэнди, и Тайрон испытывают сюрреалистическое видение друг друга. В видении Тэнди пытается помешать Тайрону отомстить Коннорсу, а Тайрон мешает Тэнди убежать от своих проблем. Тэнди встречается с О'Рейли в частном порядке, чтобы объяснить свою историю, но коррумпированный Коннорс уже закрыл дело. Тайрон решает продолжить отношения с Эвитой. Позже он следует за Тэнди в заброшенную церковь, в которой она живет, и рассказывает ей об их общей связи.                                                                      |            |                                              |                     |                                                               |                |                     |
| 4 | 4          | «Вызов/Отклик» «Call/Response»               | Эми Канаан Манн     | Кристин Бойлэн и Маркус Дж. Гиллори                           | 21 Июня 2018   | 0,606               |
| 5 | 5          | «Принстонское нападение» «Princeton Offense» | Ри Руссо-Янг        | Николь Р. Леви и Джо Покаски                                  | 28 Июня 2018   | 0,509               |
| 6 | 6          | «Кривые зеркала» «Funhouse Mirrors»          | Дженнифер Фанг      | Дж. Холтхэм и Дженни Кляйн                                    | 5 июля 2018    | 0,499               |
| 7 | 7          | «Поедающие лотосы» «Lotus Eaters»            | Пол Эдвардс         | Джо Покаски и Питер Кэллоуэй                                  | 12 июля 2018   | 0,538               |
| 8 | 8          | «Истории с привидениями» «Ghost Stories»     | Алекс Гарсиа Лопес  | Кристин Бойлэн и Дженни Кляйн                                 | 19 июля 2018   | 0,401               |
| 9 | 9          | «Ломающий хребет» «Back Breaker»             | Джефф Вулнаф        | Николь Р. Леви и Питер Кэллоуэй                               | 26 июля 2018   | 0,531               |
| 10 | 10         | «Разрушение колоний» «Colony Collapse»       | Уэйн Йип            | Джо Покаски                                                   | 2 августа 2018 | 0,423               |

### Сезон 2 (2019)
| № общий | № в сезоне | Название                                   | Режиссёр          | Автор сценария                     | Дата премьеры  | Зрители в США (млн) |
| ------- | ---------- | ------------------------------------------ | ----------------- | ---------------------------------- | -------------- | ------------------- |
| 11      | 1          | «Беспокойная энергия» «Restless Energy»    | Дженнифер Фанг    | Джо Покаски                        | 4 апреля 2019  | 0,477               |
| 12      | 2          | «Белые линии» «White Lines»                | Джефф Вулнаф      | Питер Кэллоуэй и Николь Р. Леви    | 4 апреля 2019  | 0,399               |
| 13      | 3          | «Теневые личности» «Shadow Selves»         | Мэтт Хастингс     | Кейт Рорик и Маркус Дж. Гиллори    | 11 апреля 2019 | 0,404               |
| 14      | 4          | «Кролик в силках» «Rabbit Hold»            | Аманда Роу        | Джой Кекен и Дж. Холтхэм           | 18 апреля 2019 | 0,385               |
| 15      | 5          | «Диаграмма выравнивания» «Alignment Chart» | Рэйчел Голдберг   | Николь Р. Леви и Питер Кэллоуэй    | 25 апреля 2019 | 0,359               |
| 16      | 6          | «Сторона Б» «B Sides»                      | Лорейн Волкштейн  | Кейт Рорик и Порнсак Пишетшот      | 5 мая 2019     | 0,311               |
| 17      | 7          | «Звук Викингтауна» «Vikingtown Sound»      | Джо Покаски       | Джо Покаски                        | 9 мая 2019     | 0,306               |
| 18      | 8          | «Два игрока» «Two Player»                  | Джессика Борсицки | Кейт Рорик и Джой Кекен            | 16 мая 2019    | 0,235               |
| 19      | 9          | «Блюзовая нота» «Blue Note»                | Эми Канаан Манн   | Александра Кеньон и Питер Кэллоуэй | 23 мая 2019    | 0,324               |
| 20      | 10         | «Следующий уровень» «Level Up»             | Филип Джон        | Джо Покаски                        | 30 мая 2019    | 0,346               |

## Производство
7 апреля 2016 года Freeform дала зелёный свет производству над сериалом Плащ и Кинжал. Freeform является сопродюсером студий Marvel Studios и ABC Signature Studios.
Производство началось в феврале 2017 года в Новом Орлеане, под рабочим названием «Тень». Первый сезон сериала будет иметь бюджет в $42 млн.
30 января 2017 года сайт Marvel.com объявил, что Обри Джозеф и Оливия Холт были выбраны на главные роли в сериале.